# Proyecto Agua de las Tierras Altas de Lesoto

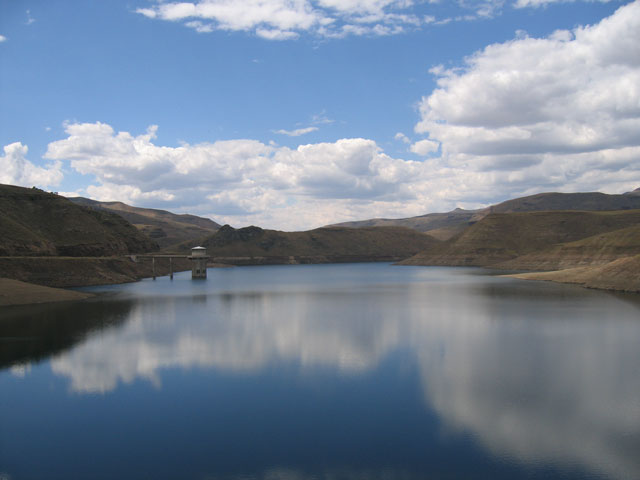
Embalse y torre de captación de la presa Katse

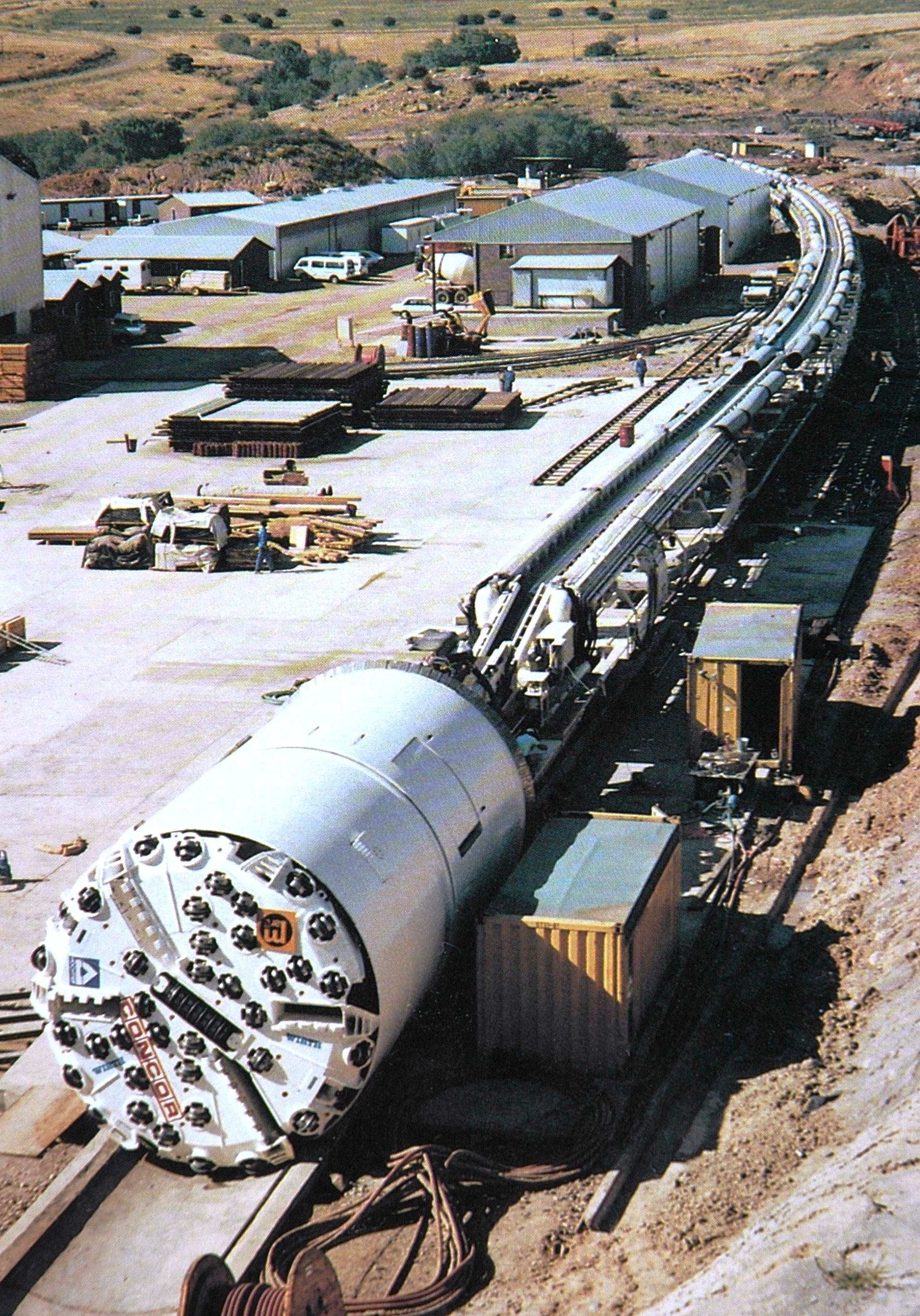
En el proyecto se utilizó una tuneladora WIRTH 529 de 320 metros de longitud

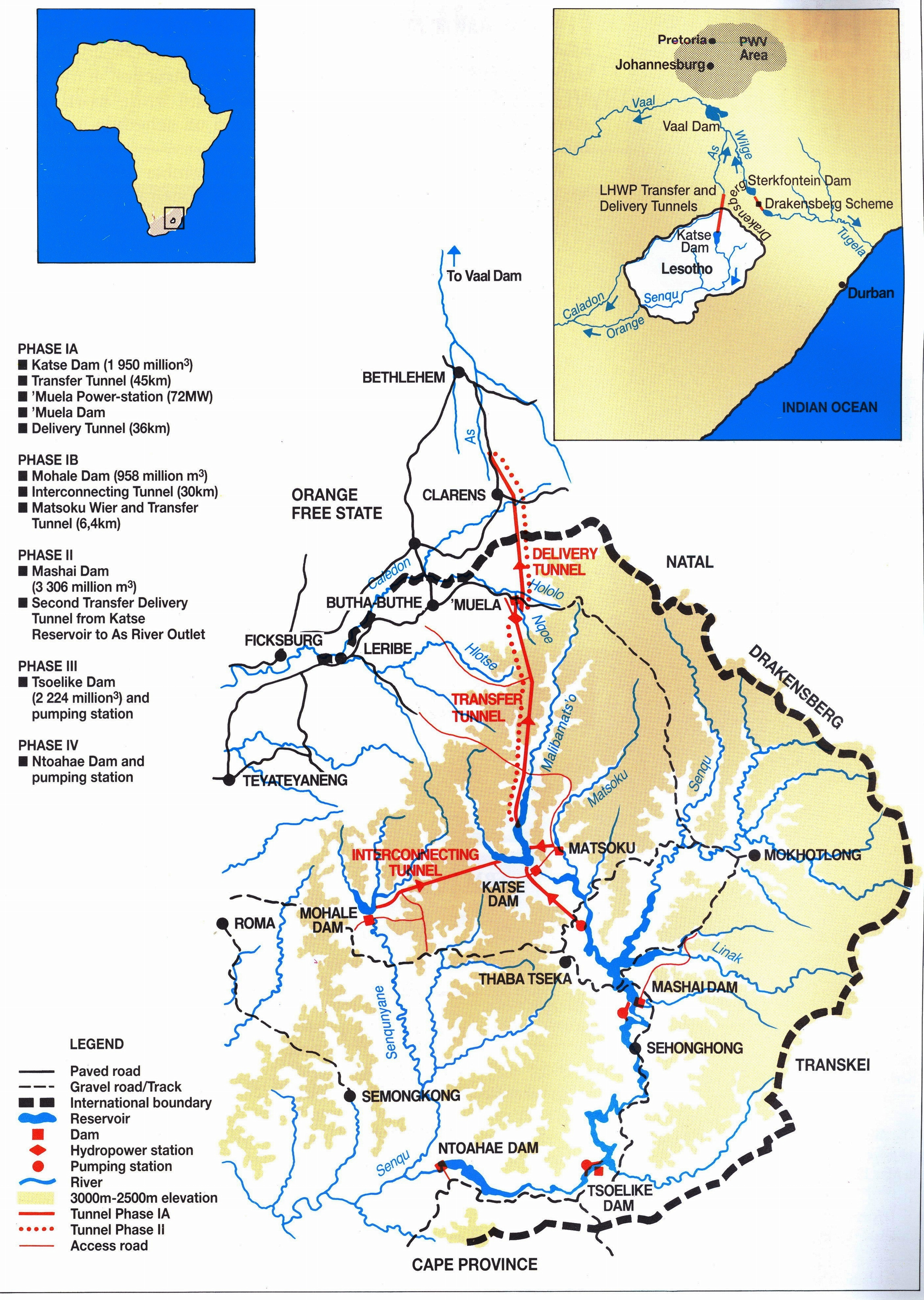
Proyecto hidroeléctrico en las tierras altas de Lesoto

El Proyecto Agua de las Tierras Altas de Lesotho (Lesotho Highlands Water Project, LHWP) es un proyecto multifase en curso para abastecer de agua a la provincia de Gauteng, en Sudáfrica y generar energía hidroeléctrica para Lesoto, desarrollado en colaboración entre los gobiernos de Lesoto y Sudáfrica. Comprende un sistema de varias grandes presas y túneles en todo Lesoto que suministra agua al sistema del río Vaal en Sudáfrica. En Lesoto, abarca los ríos Malibamatso, Matsoku, Senqunyane y Senqu. Es el proyecto de trasvase de agua más grande de África.

## Objetivo
El objetivo del proyecto es proporcionar a Lesoto una fuente de ingresos a cambio del suministro de agua a Sudáfrica, así como generar energía hidroeléctrica para Lesoto. En 2015, las regalías pagadas por Sudáfrica al gobierno de Lesotho ascendieron a 40,37 millones de euros o 780 millones de rands, equivalentes a alrededor del 5 por ciento de los ingresos estatales de Lesoto fuera de impuestos. La energía hidroeléctrica ha permitido a Lesoto volverse autosuficiente en la producción de electricidad, aunque entre las críticas se incluyen la pérdida de medios de vida de las personas desplazadas y los impactos ecológicos.

## Historia
Los esfuerzos para crear una presa en el lugar fueron encabezados por el entonces Alto Comisionado británico Sir Evelyn Baring en la década de 1950, después de haber sido concebidos inicialmente por el ingeniero civil sudafricano Ninham Shand mientras realizaba investigaciones encargadas por el Gobierno británico en los ríos de Lesoto. Tal como se concibió inicialmente, el proyecto se conoció como Esquema Oxbow.
Después de un estudio de viabilidad realizado entre agosto de 1983 y agosto de 1986 por el consorcio germano-británico Lahmeyer MacDonald, el proyecto finalmente comenzó a realizarse. Se alega que el proyecto ha tenido efectos sociales y ambientales negativos. Si bien se proporcionó una compensación en especie y se pagó a los pocos cientos de hogares afectados por las represas, hay críticas de que fue insuficiente.
En los últimos años, el agua del proyecto se ha vertido en el río Mohokare (Caledon) para abastecer de agua a Maseru en épocas de escasez crítica. Las nuevas presas se han llenado como se esperaba y la descarga de agua de las presas a los ríos río abajo continúa en un esquema ideado para preservar los equilibrios ecológicos. Esta agua descargada fluye hacia Senqu (Orange).
El proyecto ha tenido un impacto importante en la infraestructura de Lesoto, ya que se construyeron cientos de kilómetros de caminos pavimentados diseñados para mejorar el acceso a los diferentes lugares de construcción, junto con caminos de acceso sin pavimentar diseñados alrededor de las represas.
Desde su inicio, el proyecto se ha visto afectado por la corrupción, lo que ha dado lugar a numerosos procesos judiciales que involucran tanto a particulares como a empresas multinacionales.

## Características del proyecto
A continuación se presenta una descripción general de las principales características de las tres primeras fases del proyecto. Los valores son estimados.
|                                      | Fase IA          | Fase IB            | Fase II                                                 | Fase III            |
| ------------------------------------ | ---------------- | ------------------ | ------------------------------------------------------- | ------------------- |
| Nombre                               | Embalse de Katse | Embalse de Mohale  | Embalse de Polihali                                     | Embalse de Tsoelike |
| Altura de la presa (metros)          | 185              | 145                | 165                                                     | 155                 |
| Generación de energía (MW)           | 110              | no genera energía  | 3-8 (potencialmente)                                    | N / A               |
| Capacidad de trasvase de agua (m³/s) | 16.9             | 10.1               | 28.0[cita requerida]                                    | 8.6                 |
| Túneles de trasvase                  | Sí               | Sí Túnel de Mohale | Sí Túnel de transferencia de Polihali                   | No                  |
| Túneles de entrega                   | Sí               | No                 | No                                                      | No                  |
| Terminado                            | 1998             | 2003               | En construcción (finalización estimada a fines de 2028) | No (En espera)      |